# Jure Golčer
Jure Golčer (Maribor, 12 juli 1977) is een Sloveens wielrenner die anno 2018 rijdt voor Adria Mobil. Hij begon zijn carrière als mountainbiker.

## Belangrijkste overwinningen
2002
Eindklassement Jadranska Magistrala
2003
5e etappe Ronde van Slovenië
2004
Giro d'Oro
2006
GP Hydraulika Mikolasek
GP van het Zwarte Woud
 Sloveens kampioen op de weg, Elite
2008
3e etappe Ronde van Slovenië
Eindklassement Ronde van Slovenië
2016
GP Izola

## Resultaten in voornaamste wedstrijden
| Jaar | Ronde van Italië | Ronde van Frankrijk | Ronde van Spanje |
| ---- | ---------------- | ------------------- | ---------------- |
| 2003 |                  |                     |                  |
| 2004 |                  |                     |                  |
| 2005 |                  |                     |                  |
| 2006 |                  |                     |                  |
| 2007 |                  |                     |                  |
| 2008 | 32e              |                     |                  |
| 2009 | 50e              |                     |                  |

| Jaar | Milaan-San Remo | Ronde van Lombardije |  | WK op de weg |
| ---- | --------------- | -------------------- |  | ------------ |
| 2003 |                 |                      |  | opgave       |
| 2004 |                 |                      |  | 57e          |
| 2005 | 111e            |                      |  |              |
| 2006 |                 |                      |  |              |
| 2007 |                 | 82e                  |  | opgave       |
| 2008 |                 |                      |  |              |
| 2009 |                 |                      |  |              |

## Ploegen
- 2002 –  Perutnina Ptuj-KRKA-Telekom Slovenije
- 2003 –  Volksbank-Ideal
- 2004 –  Formaggi Pinzolo Fiavè
- 2005 –  Acqua & Sapone-Adria Mobil
- 2006 –  Perutnina Ptuj
- 2007 –  Tenax
- 2008 –  LPR Brakes-Ballan
- 2009 –  LPR Brakes-Farnese Vini
- 2010 –  De Rosa-Stac Plastic
- 2011 –  Perutnina Ptuj
- 2012 –  Tirol Cycling Team
- 2013 –  Tirol Cycling Team
- 2014 –  Team Gourmetfein Simplon Wels
- 2015 –  Team Felbermayr Simplon Wels
- 2016 –  Adria Mobil
- 2017 –  Adria Mobil
- 2018 –  Adria Mobil

Andrenacci ·
Axelsson ·
Cappè ·
Cedroni ·
Di Grande ·
Golčer ·
Gualdi ·
Laverde ·
Lelekin ·
Manzoni ·
Mervar ·
Muraglia ·
Quaranta ·
Recinella ·
Serina ·
Sulpizi ·
Tribisonna ·
Villa ·
Proni (stagiair) 
Bertuola ·
Bosisio ·
Corsini ·
Cucinotta ·
De Matteis ·
Ermeti ·
Ferrari ·
Golčer ·
Laganà ·
Machado · 
Murro · 
Pidhorny · 
Piemontesi ·
Pietropolli ·  
Sabatino ·
Salerno · 
Santambrogio (tot 15/07)
Bailetti ·
Bosisio ·
Celli ·  
Chiarini ·
Cucinotta ·
Di Luca ·
Ermeti ·
Ferrara ·
Ferrari ·
Golčer · 
Laganà ·
Marinangeli ·
Maserati ·
Montaguti · 
Petacchi · 
Pidhorny ·
Pietropolli ·
Proch ·
Salerno ·
Savoldelli ·   
Spezialetti ·
Negri (stagiair)
Bernucci ·
Bosisio ·
Caruso ·  
Cattaneo ·
Chiarini ·
Cucinotta ·
Di Luca (tot 15/08) ·
Ermeti ·
Ferrari ·
Golčer · 
Laganà ·
Marinangeli ·
Montaguti · 
Negri ·
Ongarato ·
Petacchi · 
Pietropolli ·
Salerno ·   
Spezialetti
Biedermann · Gogl · Golčer · Großschartner · Grünwalder · Huber · Illenberger · Krizek · Kvasina · Marin · Mühlberger · Rabitsch · Schinnagel · Schöffmann · Zeller
Božic · Drinovec · Fajt · Golčer · Katrašnik · Mesojedec · Novak · D.Per · G.Per · Rogina
Borso · Božič · Gazvoda · Golčer · Grošelj · Horvat · Katrašnik · Per · Rajović · Rogina
Alsaadi · Božič · Brajkovič · Gazvoda · Golčer · Grošelj · Horvat · Jarc · Katrašnik · Per · Rajović · Rogina